# Дистанційний захист

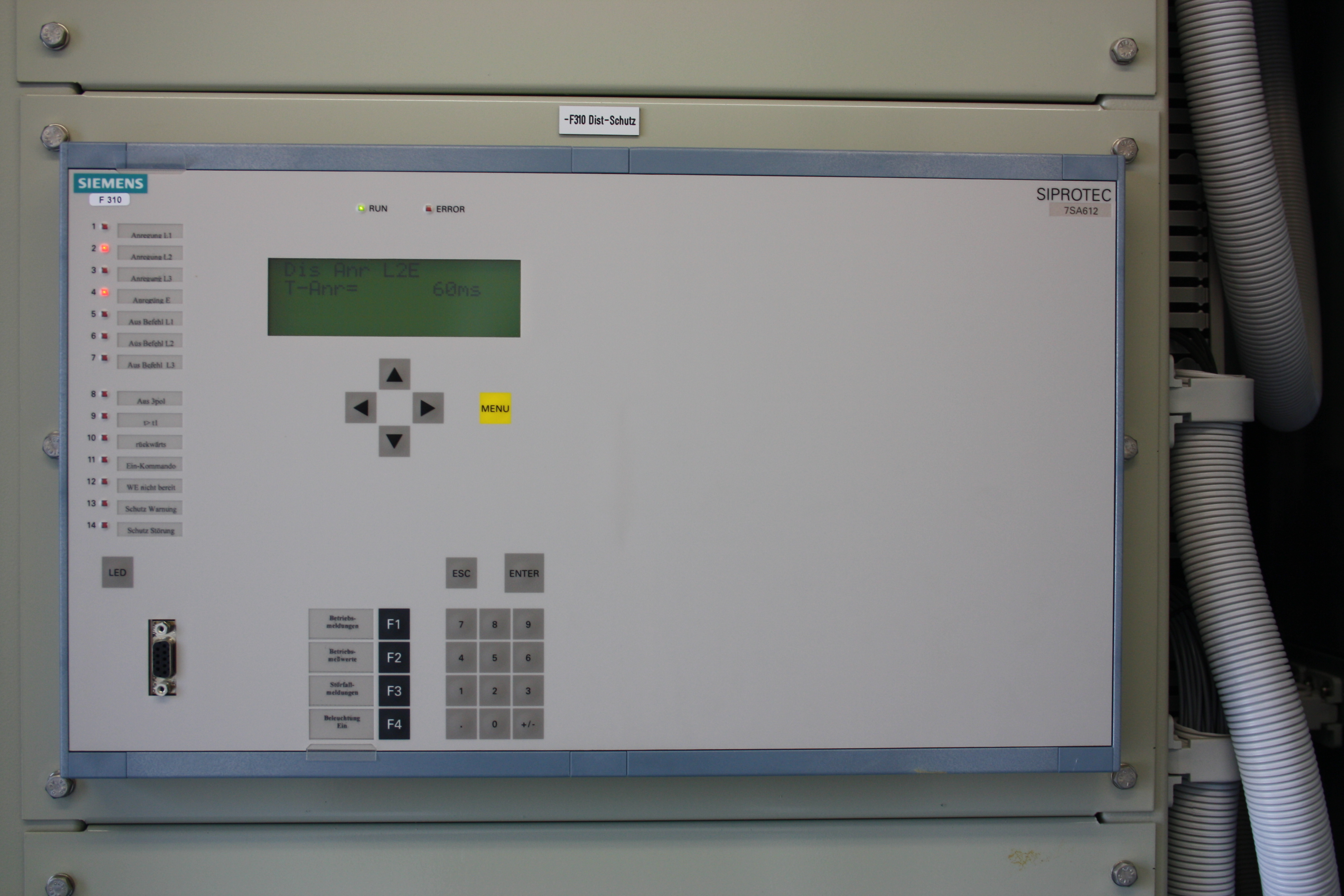
Мікропроцесорне захисне реле

Дистанційний захист — захист із відносною селективністю, робота та селективність якої залежать від локального вимірювання електричних величин, з яких оцінюється еквівалентна відстань від пошкодження шляхом порівняння з налаштуваннями зони. Основою дистанційного захисту є реле імпедансу або реле дистанції — захисне реле, яке спрацьовує як функція від імпедансу чи реактансу, які в свою чергу є функцією від відстані до місця аварії лінії електропередачі.
Його назва походить від його здатності оцінювати, наскільки далеко від початку лінії знаходиться коротке замикання. Ця здатність дозволяє оператору мережі передачі дуже швидко відправити групу технічного обслуговування до точного місця аварії, щоб усунути її якомога швидше, без необхідності проводити повне обстеження лінії, щоб знайти місце несправності. Ця здатність у поєднанні з надзвичайною чутливістю та чудовою надійністю зробила дистанційний захист важливим елементом, яким оснащено більшість ліній високої напруги. У лініях мережі RTE напругою 400 кВ, наприклад, використовуються або 2 дистанційних захисти, або дистанційний захист і диференціальний захист лінії.
Код релейного захисту ANSI для дистанційного захисту — 21:11.

## Принцип дії

Для вимірювання імпедансу захисне реле вимірює напругу та струм
ТН — трансформатор напруги;
ТС — трансформатор струму

Дистанційний захист вимірює дві величини :
- силу струму в лінії I, яка вимірюється за допомогою трансформатора струму;
- напругу в лінії U, яка вимірюється за допомогою трансформатора напруги.

Лінія електропередачі (ЛЕП) характеризується довжиною {\displaystyle L} (вираженою в км) з лінійним опором {\displaystyle Z'} (вираженим в Ом/км). Зазвичай розрахунковий імпеданс {\displaystyle Z={\frac {U}{I}}} для ЛЕП не є кратним опору лінії. З іншого боку, у разі несправності, якщо знехтувати опором електричної дуги, він дорівнює лінійному опору, помноженому на відстань між вимірювальним пристроєм і місцем несправності: {\displaystyle {Z_{\text{вимір}}}={Z'}\cdot l}. Оскільки {\displaystyle Z'} відоме, можна зробити висновок щодо {\displaystyle l}. Якщо вона менша за загальну довжину лінії, існує несправність. У цьому випадку захист спрацьовує, відповідний автоматичний вимикач розмикається.

Для роботи дистанційного захисту використовується той факт, що опір навантаження та опір замикання різні

Наприклад, для ЛЕП 220 кВ лінійний опір R'(виражений в Ом/км), лінійний реактивний опір X' (виражений в Ом/км):
- R'=0,1 Ом/км
- X'=0,4 Ом/км
- Z' =0,1 + j 0,4
- довжина L = 100 км
- максимальний струм 1000 A з коефіцієнтом потужності =0,8

Зазвичай імпеданс навантаження оцінюється:
{\displaystyle {Z_{c}}={\frac {U}{{\sqrt {3}}\cdot I}}=127\Omega } орієнтовано під кутом 37°.
З іншого боку, під час несправності в кінці лінії, імпеданс
{\displaystyle \left|{Z_{f}}\right|=\left|R'+jX'\right|\cdot l=41\Omega } орієнтовано під кутом 76°.
Таким чином, у разі несправності імпеданс нижчий за абсолютною величиною. Кут значно вищий:22.

## Переваги та недоліки
Його перевага порівняно з максимальним струмовим захистом полягає в тому, що він мало залежить від опору джерела та навантаження, у його селективності до несправностей і у його швидкості. Крім того, його легко узгодити з іншими типами захисту, та він не вимагає хронометричної вибірковості.
Дистанційний захист дозволяє налаштувати захист по зонах. Це означає, що спочатку він захищає лише певну кількість компонентів, розташованих у певній області. Це дозволяє уникнути непотрібного спрацювання на непошкоджених лініях. Після попередньо встановленого часу, якщо захист сусідньої зони не виконав свою роль, дистанційний захист все одно спрацює, щоб перервати несправність.:297:97-98
Для дистанційного захисту не потрібен канал зв'язку (наприклад, оптичне волокно) між двома кінцями лінії, на відміну від диференціального захисту лінії.
Його регулювання утруднене при неоднорідному з'єднанні (повітряна лінія + кабель):355. Крім того, слід пам'ятати, що аварії можуть бути декількох видів: міжфазне замикання або замикання на землю, і результуючий імпеданс не буде ідентичним:15.

## Історія

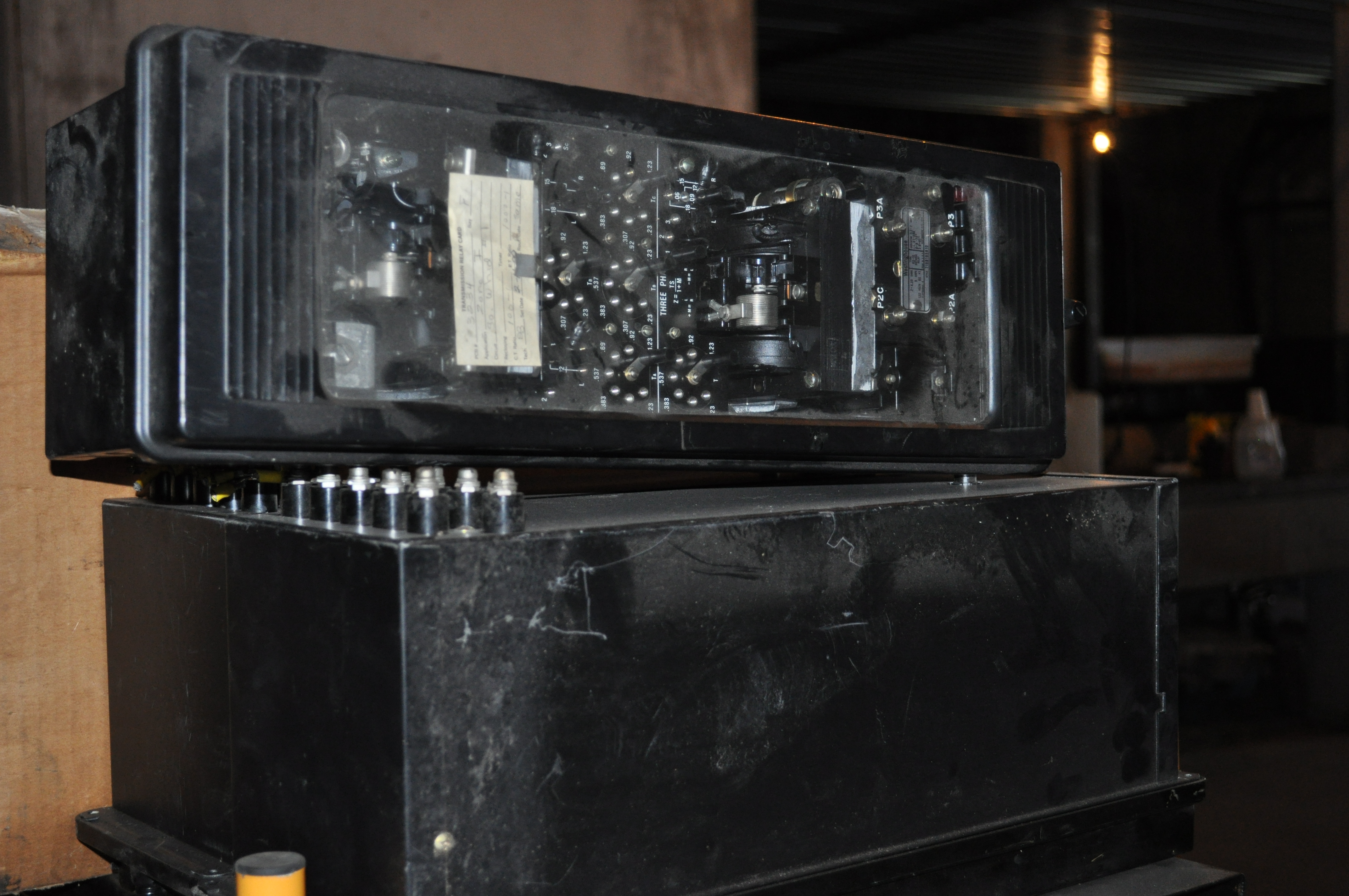
Електромеханічне реле імпедансу марки Westinghouse

Перші захисні реле, що об'єднують основні функції дистанційного захисту, були запропоновані в 1904 році компанією Felten & Guilleaume-Lahmeyer-Werke AG. Вони засновані на одночасному виявленні зростання струму і падіння напруги.
У лютому 1916 Westinghouse запропонував дистанційний захист, час спрацьовування якого залежить від значення імпедансу. У 1923 році ця компанія встановила перші захисти такого типу в США.
З 1918 р. компанія Paul Meyer AG вдосконалила концепцію та встановила дистанційний захист на кабелі 4 кВ у Карлсруе між березнем і квітнем 1923. У середині 1924 року AEG випустила реле Biermann і встановила його в мережі 30 кВ у Готі. У Німеччині захист був більш успішним, ніж у Сполучених Штатах. Це пояснюється тим, що структура німецької електромережі більш мережева, а американської — переважно радіальна. Саме в цей час з'явилася назва дистанційний захист.
Збільшення складності мережі робить захист за допомогою максимального струмового захисту та направленого захисту неефективним: час спрацювання стає занадто довгим. Необхідно було покращити координацію захистів. Крім того, струми короткого замикання іноді можуть бути нижчими за номінальні струми, що робить максимальний струмовий захист неефективним.
У 1932 році К. Нойгебауер і Ф. Гайзе, які працювали на Siemens, випустили перше дистанційне реле, яке повністю містилося в коробці в кінці лінії. Воно мало час реакції 0,3 с. У 1937 році AEG вперше використала мідно-оксидні випрямлячі у своїх пристроях дистанційного захисту, що значно зменшило їх споживання електроенергії.
У той час опір електричних дуг був погано відомий; з цієї причини прилади мали труднощі з правильною оцінкою відстані. Крім того, реле спрацьовували невиправдано, коли відбувалися синхронні хитання між двома генераторами, що було проблемою. У 1944 році AEG запатентувала метод обходу першої проблеми, відтепер імпеданс оцінюється за такою формулою:
{\displaystyle Z={\frac {U+k\cdot I}{I}}}.

Дистанційний захист не повинен спрацьовувати, коли опір збігається з опором навантаження

У 1950-х роках з'явилися механізми самоперезапуску, які дозволяли обмежити відключення у разі шторму. Вони також є основою для початку стандартизації, що дозволяла б взаємодіяти системам від різних виробників. Використання зв'язку по лінії електропередач почалося в 1955 році на лінії 220 кВ Preussenelektra. Наприкінці 1960-х років прилади дозволяли визначити як відстань, так і напрямок, з якого походить відмова.
Перше електронне дистанційне реле було введено в експлуатацію в 1959 році компанією EdF на лінії 200 кВ. Однак електромеханічні реле залишалися більш економічно вигідними. Час реакції реле, випущеного ASEA в 1970 році, становив лише 21 мс, а в 1976 році інша система того ж бренду досягла 2,4 мс.
Мікропроцесорні реле на основі мікроконтролерів з'явилися в 1971 році. Електронні реле, звичайно, більше не залежать від прикладеного моменту, але їхня робота часто імітує роботу електромеханічних реле. Тому можна використовувати ті самі терміни.

## Типи характеристик

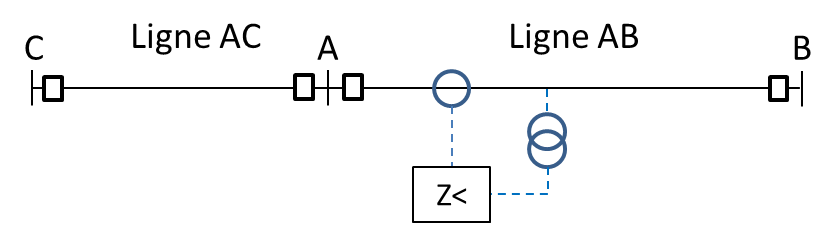
Дистанційний захист

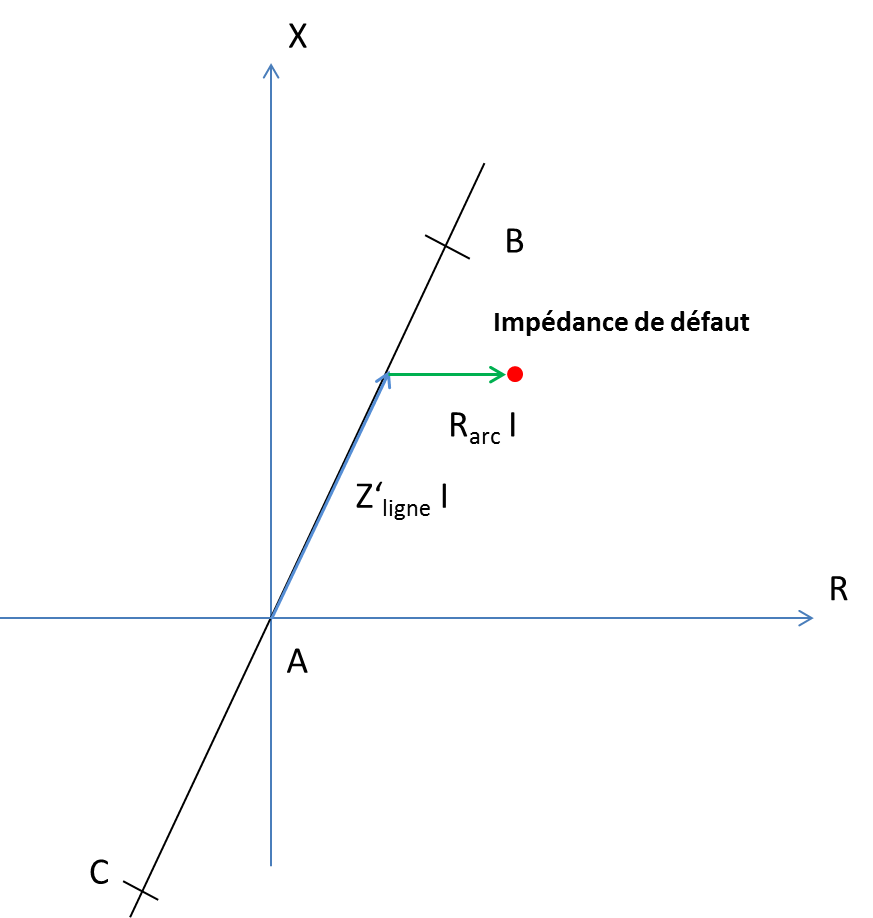
Вплив повного опору, переважно резистивного, електричної дуги на повний опір замикання

Дистанційний захист намагається розрізнити опір замикання та опір навантаження. Тому необхідно визначити обмеження, межу між імпедансами навантаження, які захист вважатиме нормальними, та ненормальними імпедансами, пов'язаними з несправністю. Ця межа тут називається характеристикою спрацьовування. Вони можуть мати кілька форм і зображаються на площині активний опір — реактивний опір (RX).:22
Якщо імпедансом дуги знехтувати, імпеданс відмови знаходиться праворуч {\displaystyle Z'\cdot l}, тоді розрізнити імпеданс відмови та імпеданс навантаження легко. Однак імпеданс дуги не завжди є незначним, він вважається суто резистивним і залежить як від довжини дуги, так і від струму. Ці параметри неможливо визначити заздалегідь, опір дуги невідомий. На довгій ЛЕП зазвичай можна знехтувати впливом електричної дуги, але не на коротких лініях з низьким струмом відмови.
Якщо опором дуги не можна знехтувати, зона спрацьовування має бути ширшою (на діаграмі RX), ніж проста пряма {\displaystyle Z'\cdot l}.
Крім того, електричні генератори, коли вони синхронізуються з мережею, раптово збільшують струм і, отже, зменшують показник імпедансу. Реле також може сприймати синхронні хитання як багатофазне замикання. Характеристика має бути обрана так, щоб ці перехідні процеси не викликали спрацьовування.
Мікропроцесорне реле можуть використовувати будь-які функції, потрібно просто запрограмувати їх. З іншого боку, статичні або електромеханічні реле мають характеристику, що залежить від їх принципу дії.:23

### Реактивна характеристика

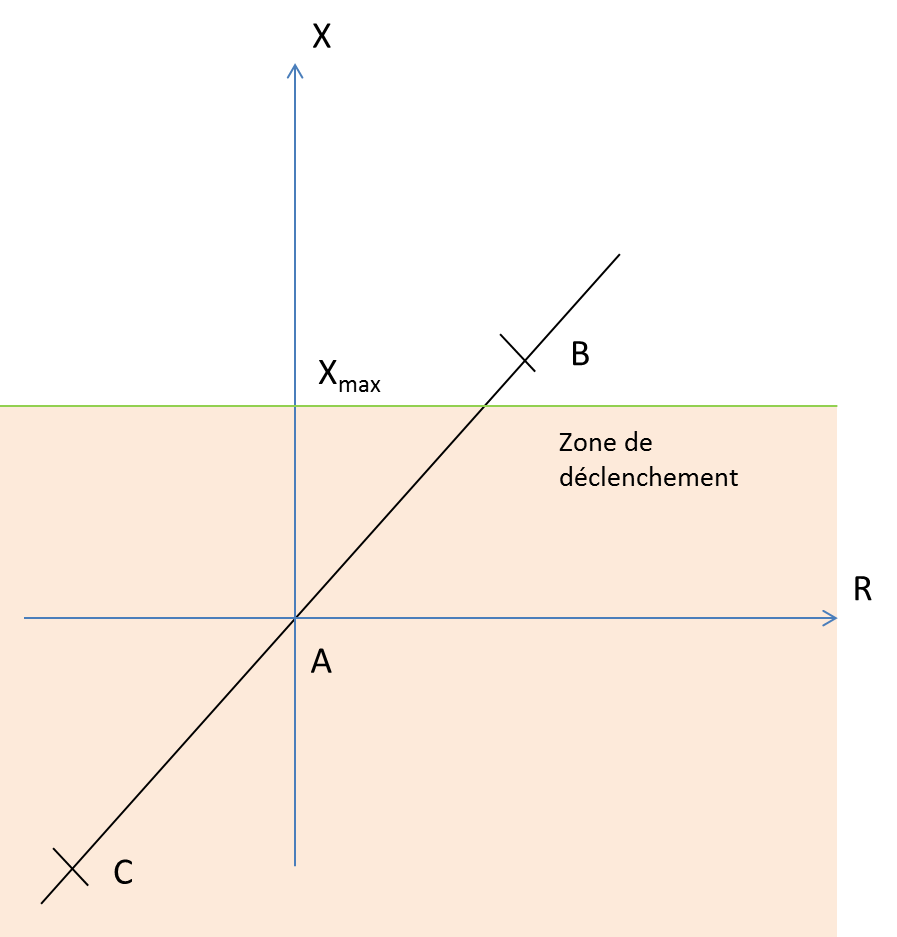
Чисто реактивна характеристика

Вимірювання реактивного опору має перевагу в тому, що воно не чутливе до значення опору дуги, але дуже чутливе до синхронізації генератора і не є спрямованим. Тому воно ідеально підходить для захисту від замикання фази на землю.

### Імпедансна характеристика

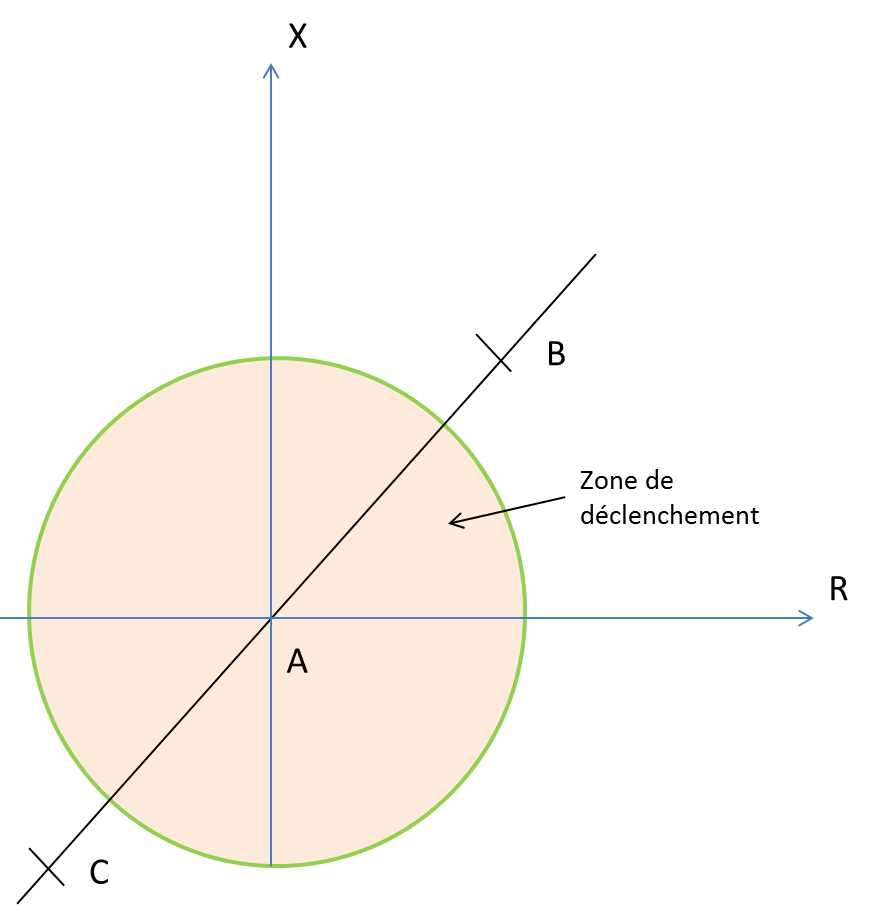
Чисто імпедансна характеристика

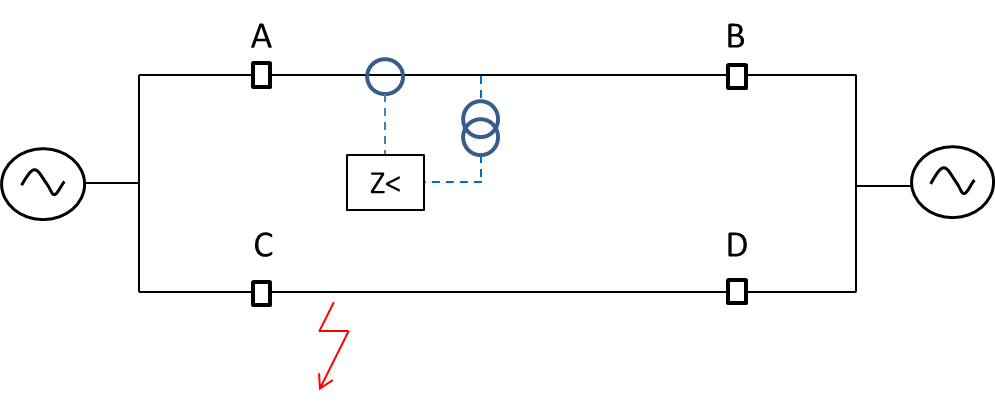
Без спрямованості спрацьовує непошкоджена лінія AB, оскільки імпеданс, виміряний на A, раптово падає

Характеристика імпедансу описує коло на діаграмі RX, яке складається з усіх Z, таких що |Z|= константа:15. Її недолік полягає в тому, що вона не спрямована, що перешкоджає ефективному та вибірковому захисту зон (див. приклад навпроти). Крім того, опір дуги, що призводить до відключення, сильно залежить від індуктивності. Нарешті, вона вразлива до синхронних хитань.

### Mho

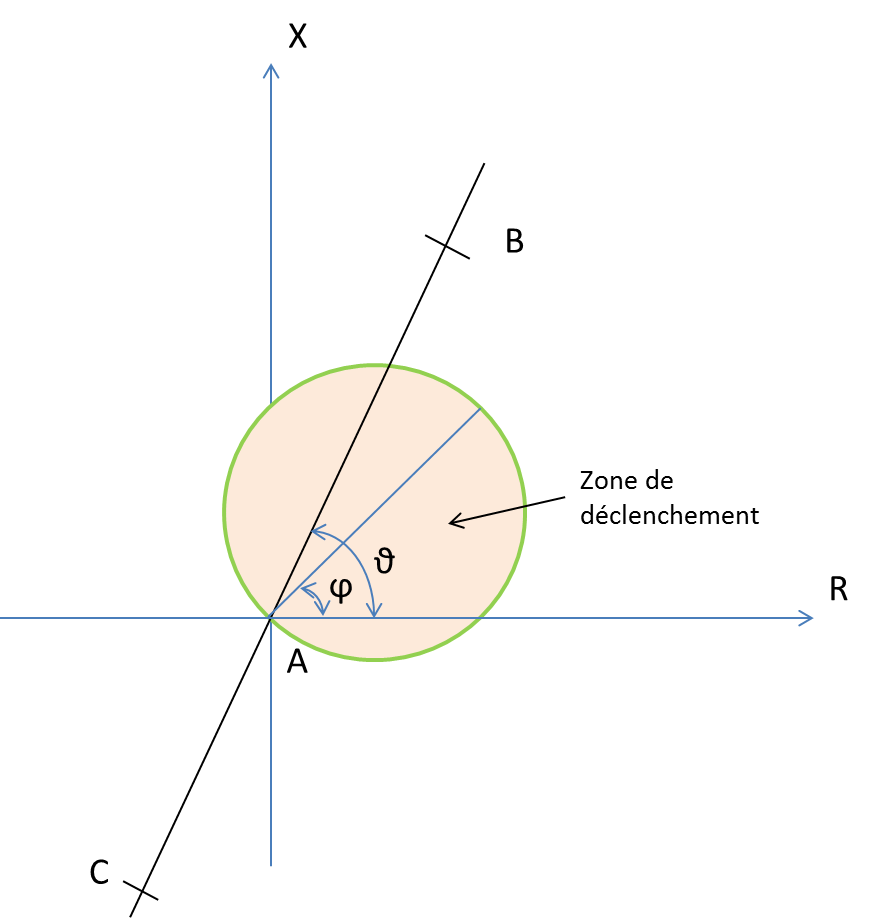
Mho-характеристика. Імпеданс лінії не проходить систематично через центр кола

Дистанційні захисти, що мають у площині RX кругову характеристику, що проходить через початок координат, називаються «Mho» або адміттанс.
Поляризоване mho-реле є найбільш селективними з усіх дистанційних реле, оскільки воно спрацьовують лише для точного діапазону імпедансу, який можна представити на діаграмі RX. Таким чином, вони навряд чи спрацюють крім випадку замикання лінії. Тому це кращий елемент для довгих ліній.
Mho-реле за своєю суттю спрямовані. Вони характеризуються імпедансом на колі та характерним кутом реле φ, який є кутом між віссю R і лінією, що проходить через початок і центр кола. Цей кут має бути меншим, ніж утворений віссю R із опором лінії, щоб бути більш чутливим у разі замикання з високоомною дугою.
Недоліком mho-реле є те, що у разі несправності поблизу реле напруга є занадто низькою, а чутливість поганою. Щоб уникнути цього недоліку, одним із рішень є часткове введення напруги іншої, потенційно безпечної, фази для підтримки напруги. Тоді характеристика залишається круглою, але центр кола наближається до початку координат. Реле з такою характеристикою називається перехресно поляризоване mho-реле:26.
Mho-реле простіше конфігурувати, ніж реле з чотирикутною характеристикою, але вони менш чутливі до резистивних несправностей у кінці лінії. У США характеристика mho-реле все ще широко використовується в цифрових реле:23.
Якщо налаштувати характеристику mho-реле так, щоб лінія імпедансу лінії проходила через центр кола, можна зробити наступну геометричну інтерпретацію. Нехай {\displaystyle Z_{\text{relay}}} буде імпедансом на лінії, з якого спрацьовує реле. Також можна визначити {\displaystyle \Delta U=Z_{relay}\cdot I-Z\cdot I}, де {\displaystyle Z} — виміряний імпеданс. Якщо кут між {\displaystyle \Delta U} І {\displaystyle Z\cdot I} більший за 90° (див. малюнок), то {\displaystyle Z} знаходиться поза колом, якщо він дорівнює 90° {\displaystyle Z} знаходиться на колі, менший — в колі.

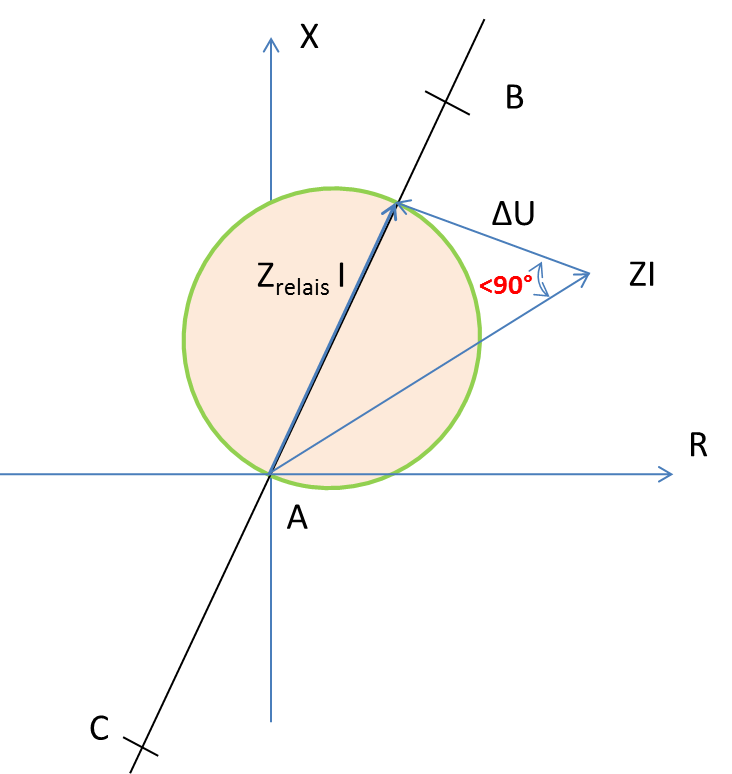
Якщо кут більший за 90°, Z знаходиться поза колом
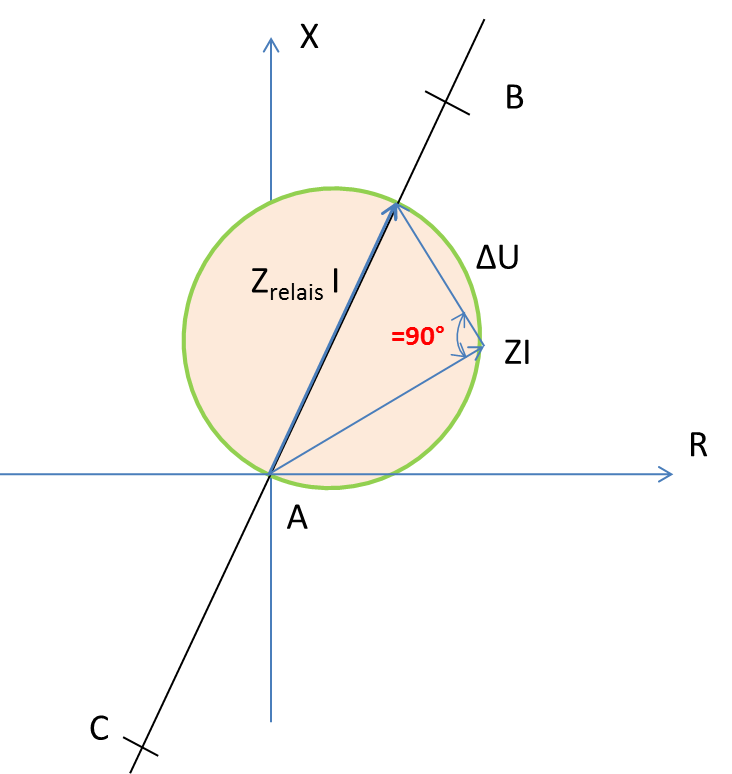
Якщо кут дорівнює 90°, Z на колі
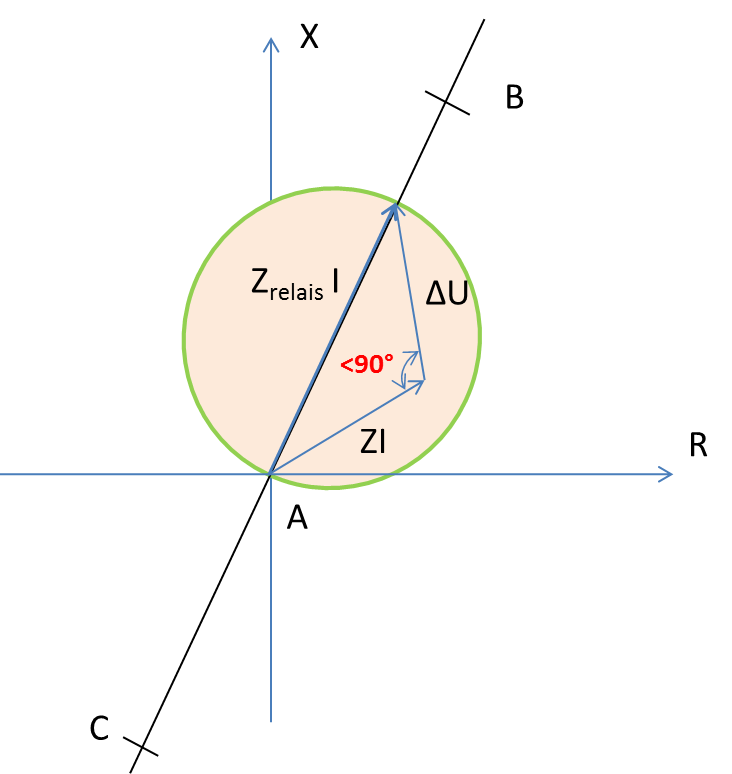
Якщо кут менше 90°, Z знаходиться в колі

### Чотирикутна характеристика

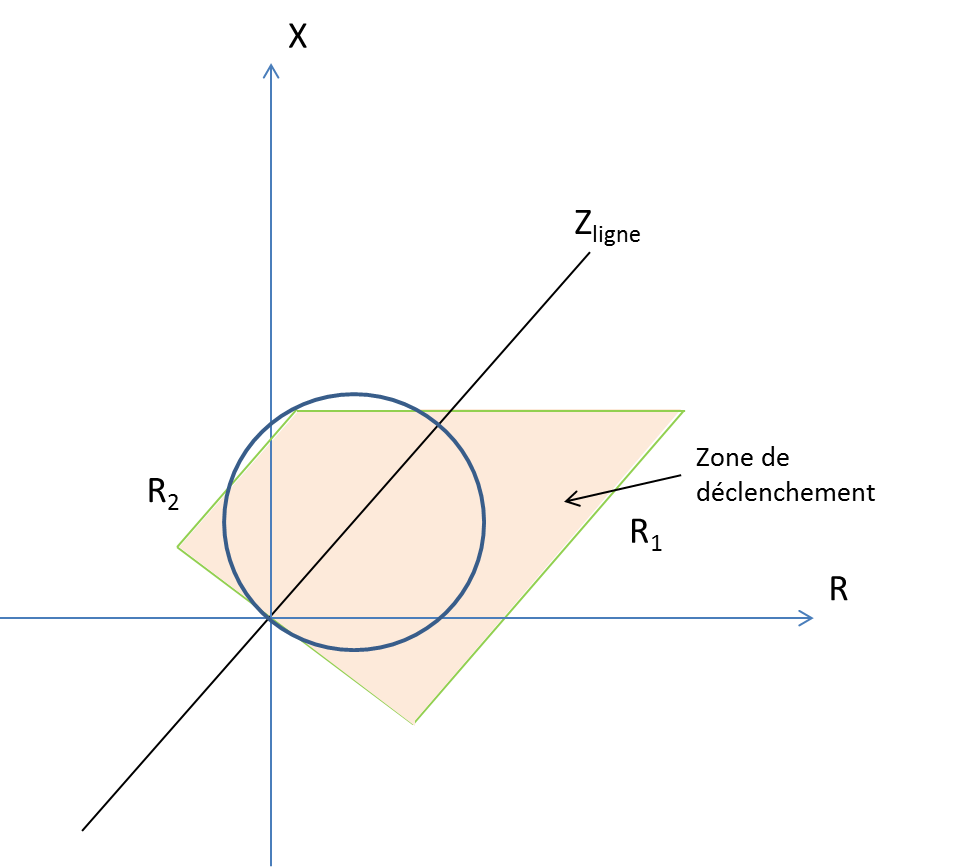
Чотирикутна характеристика

Чотирикутну характеристику обмежують 4 лінії:15. Реле з чотирикутною характеристикою мають перевагу в тому, що вони більш чутливі до резистивних несправностей, ніж mho-реле. Ці характеристики є дуже гнучкими з точки зору імпедансу, як до міжфазних замикань, так і для замикань фази на землю. З цієї причини такі характеристики широко використовуються в аналогових і цифрових реле.
Час спрацювання класичного чотирикутного алгоритму становить близько 40 мс. Щоб уникнути цієї затримки, використовується алгоритм, який виявляє швидку зміну струму та напруги, який називається «дельта». У цьому випадку два типи алгоритмів виконуються паралельно, класичні алгоритми дозволяють виявляти дефекти, які дельта-алгоритм не розпізнає.

### Лінзоподібна характеристика

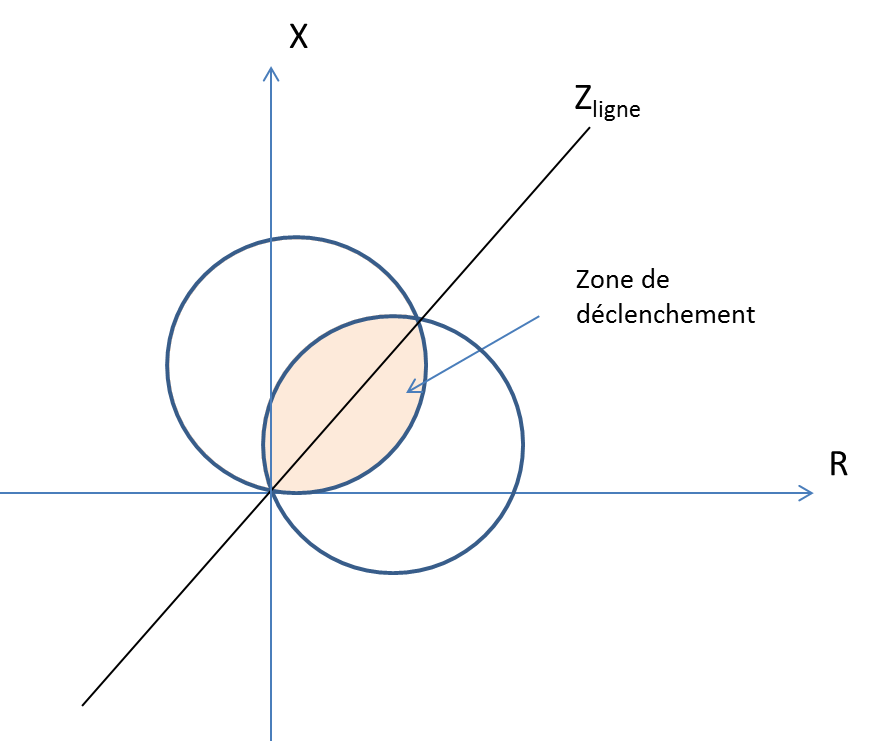
Лінзоподібна характеристика

Лінзоподібна зона утворюється перетином двох кругових зон типу mho-реле. Вісь лінзи — це вісь прямої. Чутливість до резистивного замикання обмежена, однак ймовірність спрацьовування через синхронні хитання дуже низька.

### Інші форми характеристик
Можливі інші форми характеристик. Крім того, можна використовувати вольт-амперні характеристики замість діаграм RX. Це дає змогу розрізняти, для однакового імпедансу, ситуації несправності, коли напруга низька, і перехідні процеси, коли напруга висока. Недоліком цієї системи є складність роботи з засобами ліквідації асинхронного режиму.

## Зона захисту

### Принцип

Мережа для ілюстрації захисту зони

Принцип селективності гарантує, що розмикаються лише несправні лінії, а непошкоджені залишаються підключеними. Однак необхідно вміти впоратися з несправністю захисту, тому використовуються аварійні засоби захисту.
Наступний приклад є суто теоретичним, він передбачає, що всі лінії мають однаковий рівень напруги.
|         | Зона 1 0 с | Зона 2 0,5 с | Зона 3 2,5 с | Зони вище 7 с |
| ------- | ---------- | ------------ | ------------ | ------------- |
| Реле 1  |            |              |              |               |
| Реле 2  |            |              |              | X             |
| Реле 3  |            |              | X            |               |
| Реле 4  |            |              |              | X             |
| Реле 5  |            | X            |              |               |
| Реле 6  | X          |              |              |               |
| Реле 7  |            |              |              | X             |
| Реле 8  |            |              |              | X             |
| Реле 9  |            |              | X            |               |
| Реле 10 |            |              |              | X             |
| Реле 11 |            |              |              | X             |

Замикання виявляється всіма реле, крім 1, яке знаходиться надто далеко. У інших реле це представлено таким чином:
- Для реле 2, 4, 7, 8, 10 і 11 несправність знаходиться за ними.
- Для реле 3 і 9 несправність знаходиться в зоні 3.
- Для реле 5 воно знаходиться в зоні 2.
- Для реле 6 воно знаходиться в зоні 1.

У всіх цих реле таймер починає відлік часу від появи несправності.
Тоді процес виглядає наступним чином:
- Реле 6 надсилає команду на відключення до свого автоматичного вимикача, який розмикається приблизно через 20 мс. Реле 7 бачить, що несправність зникає, і зупиняє зворотний відлік.
- Реле 5 надсилає команду на відключення своєму автоматичному вимикачу приблизно через 0,5 с (воно знаходиться в зоні 2). Несправність зникає, інші реле бачать, що вона зникає.
- Якщо реле 5 і/або його автоматичний вимикач не працюють належним чином, то реле 3 і 9 спрацюють через 2,5 с. У всіх випадках реле 11 спрацює через 7 с.
  - Якщо реле 3 та/або його автоматичний вимикач не працюють належним чином, то реле 2 і 4 спрацюють через 7 с.
  - Якщо реле 9 та/або його автоматичний вимикач не працюють належним чином, то реле 8 і 10 спрацюють через 7 с.
- Якщо реле 6 та/або його автоматичний вимикач не працюють належним чином, то реле 7 спрацює через 7 с.

Слід зауважити, що реле 3 і 9 спрацьовують до реле 4, 10 і 11, які все ж знаходяться ближче до несправності. Це пояснюється тим, що час спрацювання вгорі встановлено довший, ніж у низхідній частині.
На практиці перша зона спрацьовує після одного або двох циклів, що становить від 20 до 40 мс у мережі з частотою струму 50 Гц. Зона 2 через 400 мс:11. Електромеханічні реле мають час реакції залежно від значення імпедансу, чим воно менше, тим швидше спрацьовує реле.
Реле імпедансу іноді також служить резервним захистом для силових трансформаторів і генераторів:11, хоча існують набагато більш відповідні засоби захисту, такі як диференціальний захист.

### Налаштування

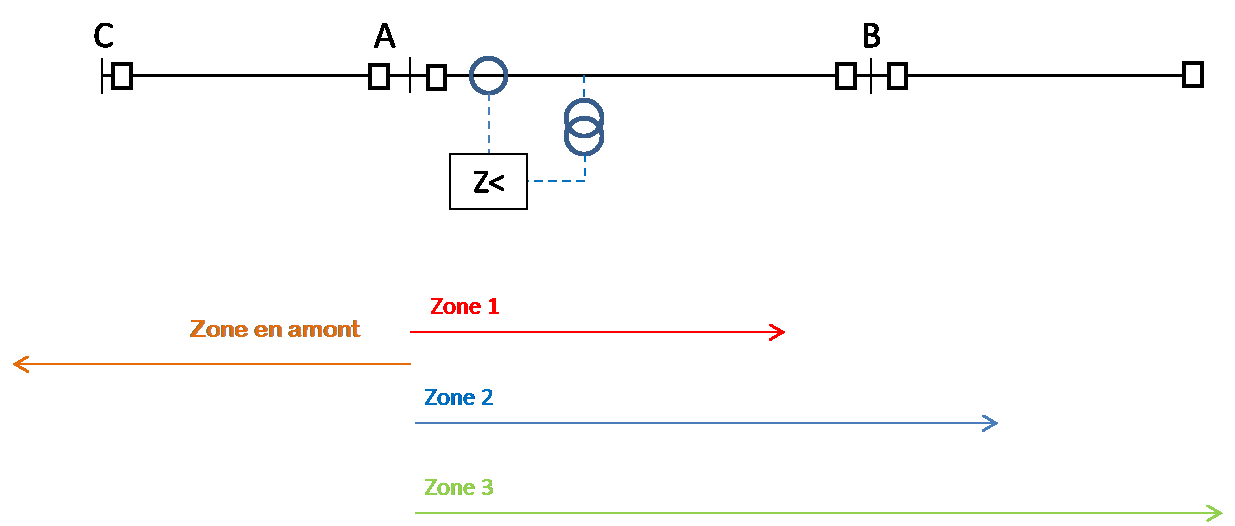
Межа різних зон у загальному вигляді

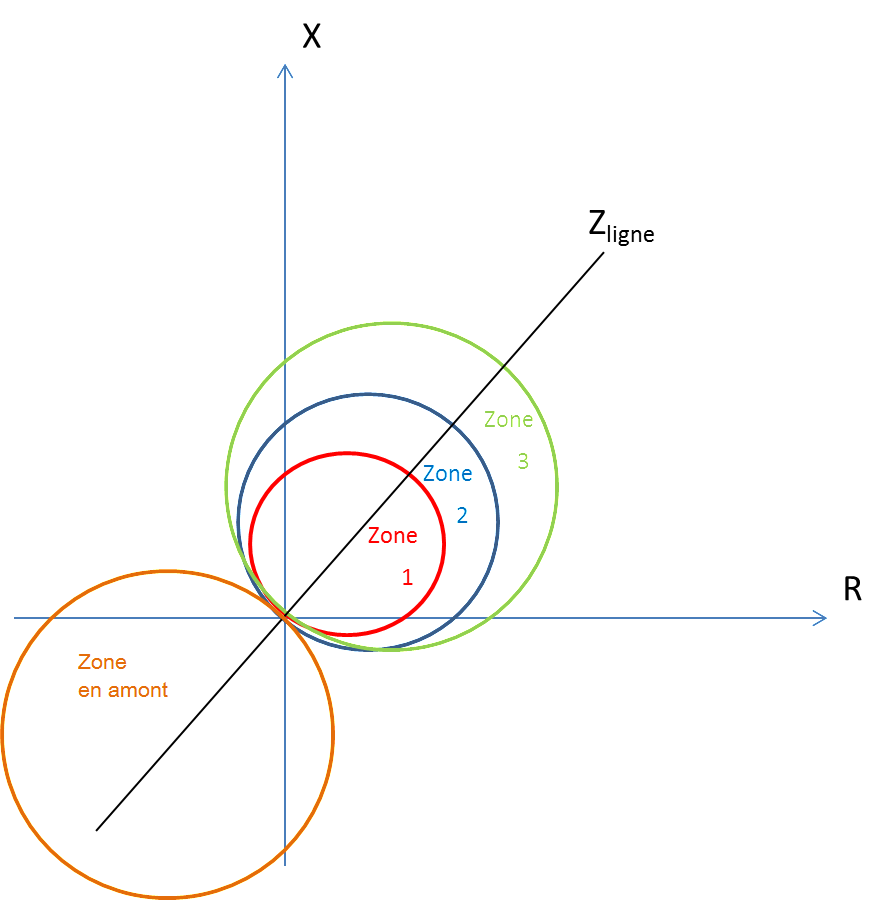
Захист зон, що здійснюється за допомогою mho-реле

Щоб забезпечити селективність і надійність зони повинні бути встановлені правильно. За відсутності додаткового пристрою діапазон захисту в зоні 1 не повинен перевищувати 80-85 % лінії для забезпечення селективності захисту. Для зони 2 діапазон має бути від 120 до 150 % і використовується для захисту частин лінії, не охоплених зоною 1. Крім того, зона 2 повинна активуватися після: найповільнішого із диференціальних захистів збірних шин на іншому кінці лінії, диференціальних захистів трансформаторів на іншому кінці лінії та лінійних реле на суміжних ділянках. Зона 3 служить резервною для сусідньої зони. Тому вона повинна максимально охоплювати останні. Також часто використовується задня зона, що дозволяє захисту відстежувати несправності перед лінією.
Збільшення опору, спричинене електричною дугою, може спричинити зміну несправності в зоні 1 на одну в зоні 2, одну в зоні 2 на одну в зоні 3…
Регулювання ще складніше, оскільки коефіцієнт імпедансу (source impedance ratio, SIR) великий. Він визначається наступним чином:
{\displaystyle SIR={\frac {Z_{s}}{Z_{l}}}}
де {\displaystyle Z_{s}} — повний опір перед захистом, {\displaystyle Z_{l}} — повний опір лінії нижче за напрямком. Якщо відношення велике, коротке замикання на стороні лінії викликає незначну зміну струму, іноді меншу, ніж зміна навантаження.
В електромеханічних системах час спрацьовування та точність оцінки відстані залежать від величини струму та виміряної напруги.

### Взаємодія
Взаємодія засобів захисту передбачає, що два засоби захисту, як правило, на відстані та розташовані на обох кінцях лінії, обмінюються інформацією між собою, щоб підвищити власну продуктивність.
Існує багато різних схем взаємодії. Однак можна виділити два типи стратегій: схеми відключення та схеми блокування. У схемах відключення захист на одному кінці лінії надсилає команду швидкого відключення на інший кінець. Тоді інший автоматичний вимикач спрацьовує негайно. У випадку схем блокування захист на одному кінці лінії надсилає команду на блокування на інший кінець, тому автоматичний вимикач не спрацює несподівано.
Швидкість, необхідна для взаємодії, не дозволяє реалізувати протоколи для перевірки помилок передачі.

## Конструкції

### На основі моста Гретца

Реле на основі моста Гретца

Міст Гретца містить регульований опір. Реле спрацьовує, коли:
{\displaystyle |I_{mesure}|={\frac {|U_{mesuree}|}{R_{reglable}}}}, Або {\displaystyle |Z_{mesuree}|=R_{reglable}}
Тому вона має імпедансну характеристику, причому значення граничного опору регулюється:23.
В основному використовувався в Німеччині:23.

### Електромеханічне реле
Електромеханічні реле використовують магнітні потоки, створені мережевою напругою та струмом для відключення.
Перевагами електромеханічних реле є мале споживання допоміжної енергії в стані спокою, постійний момент відключення протягом усього періоду, якщо трансформатори струму не насичуються. Навіть у цьому випадку вони насичуються лише протягом половини періоду та забезпечують хорошу роботу протягом іншого. Тому реле працює повільніше, але працює правильно. Нарешті, електромеханічні реле не дуже чутливі до перехідних явищ.
Серед їх недоліків є те, що час спрацьовування залежить від значень вхідної напруги та струму. Чим більше струм, тим швидше спрацьовує реле. У гіршому випадку час спрацьовування може досягти від 300 до 500 мс. Крім того, їх споживання енергії на вторинній стороні трансформаторів струму та напруги шкодить точності останніх. Нарешті, вони чутливі до гармоніки другого порядку.

#### Важільні

Принцип роботи важільного реле

Працюють тільки з амплітудою. Також називаються відсоткове реле.
Струм створює момент, який рухає реле, напруга — момент, який перешкоджає спрацьовуванню реле:
{\displaystyle C=K_{1}\cdot I^{2}-K_{2}\cdot U^{2}}
Якщо крутний момент стає позитивним, пристрій спрацьовує. Отже, граничний імпеданс:
{\displaystyle {\frac {U}{I}}=Z_{lim}={\sqrt {\frac {K_{1}}{K_{2}}}}}
На діаграмі RX усі точки малюють коло. Від початку ці реле не спрямовані. Ці реле повинні бути об'єднані з реле напрямку, щоб отримати цю властивість.

#### Індукційне реле

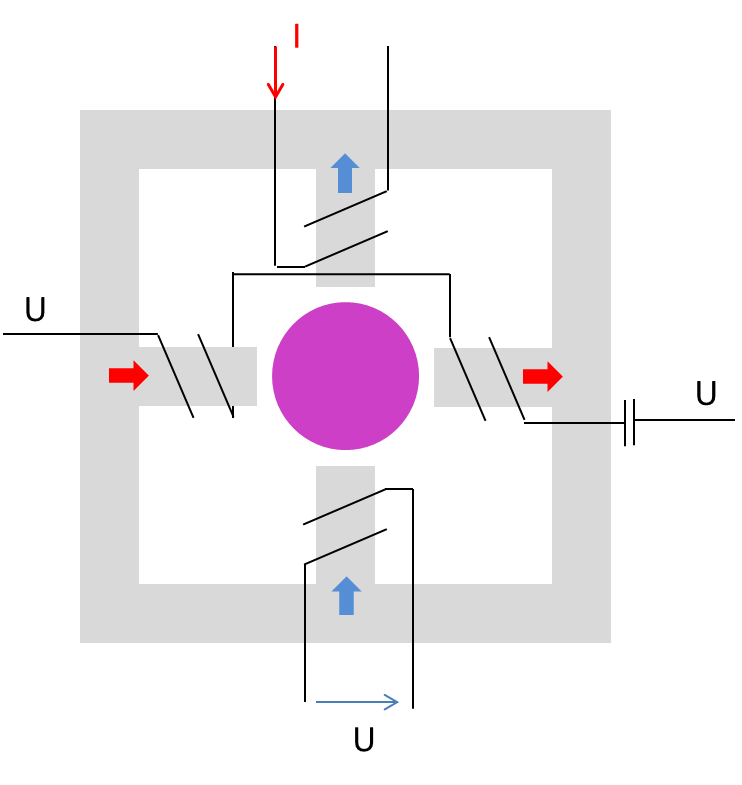
Принцип дії індукційного реле

Індукційне реле використовує лише зсув фаз для спрацьовування. Алюмінієвий диск або циліндр може обертатися в повітряному зазорі двох магнітних ланцюгів. Струм I1 створює в магнітопроводі пропорційне магнітне поле з індукцією B1. Ця індукція створює електрорушійні сили в диску, пропорційні похідній I1, які змушують вихрові струми циркулювати практично в фазі з ними. Вихрові струми, що проходять через повітряний зазор другого магнітного контуру, створюють з магнітним полем B2 крутний момент, який змушує диск обертатися. Те ж саме для вихрових струмів, створених I2 в магнітному полі B1. Нехай C — крутний момент, що діє на диск:
{\displaystyle C=K\cdot (I_{2}\cdot {\frac {di_{1}}{dt}}-I_{1}\cdot {\frac {di_{2}}{dt}})}
Або в стаціонарному стані:
{\displaystyle C=K\cdot \omega \cdot I_{1}\cdot I_{2}\cdot \sin(\tau )}
Для дистанційного захисту одна з котушок підключається до трансформатора струму, інша — до трансформатора напруги. Це призводить до характеристики mho-реле:25. Рівняння, що веде до спрацьовування, є:
{\displaystyle U_{sc}\cdot I_{sc}\cdot \cos(\theta -\tau )={\frac {1}{Z_{r}}}\cdot U^{2}}:25
Тоді момент дорівнює нулю, коли {\displaystyle \theta -\tau } становить +/-90°. Ми знаходимо прямий кут, описаний у розділі mho-реле, між напругою та ZI, який описує коло в площині RX.
Такі реле широко використовувався в Сполучених Штатах і Великобританії:23.

### Твердотільні реле
Твердотільне реле — це реле, що складається з транзисторів, операційних підсилювачів і логічних елементів:13.
Поведінку індукційного реле легко емулювати за допомогою електронних компонентів. Нехай задані комплексні амплітуди {\displaystyle U} та {\displaystyle I}. Добуток
{\displaystyle Z=U/I=U{}{\overline {I}}=(U_{x}+jU_{y}){}{\overline {(I_{x}+jI_{y})}}=(U_{x}+jU_{y})(I_{x}-jI_{y})=U_{x}I_{x}+U_{y}I_{y}+j(U_{y}I_{x}-U_{x}I_{y})}
де {\displaystyle j} — уявна одиниця, риска на комплексним числом означає комплексно-спряжене число. Якщо без втрати загальності прийняти, що {\displaystyle U} випереджає {\displaystyle I} на кут {\displaystyle \tau }, то
{\displaystyle U_{x}=\left\vert U\right\vert ,U_{y}=0}
{\displaystyle I_{x}=\left\vert I\right\vert cos(\tau ),I_{y}=\left\vert I\right\vert sin(\tau )}.
Тоді
{\displaystyle Z=\left\vert U\right\vert \left\vert I\right\vert cos(\tau )+j\left\vert U\right\vert \left\vert I\right\vert sin(\tau )}.
Якщо розділити дійсну та уявну частини як
{\displaystyle Z=Z_{x}+jZ_{y}} то
{\displaystyle Z_{x}=\left\vert U\right\vert \left\vert I\right\vert cos(\tau )}
{\displaystyle Z_{y}=\left\vert U\right\vert \left\vert I\right\vert sin(\tau )}
Обидва рівняння описують компаратори фаз, де {\displaystyle Z_{x}} має максимальне значення при співпадінні фаз, а {\displaystyle Z_{y}} — при зсуві фаз на {\displaystyle \pm 90^{\circ }}.:3-4

Схема компаратора фаз на основі співпадінь. Сигнали подаються на компаратори, з них на логічний вентиль І, а звідти на таймер T. Налаштування кута фаз для спрацьовування встановлюється налаштуванням таймера.
Схема сигналів у твердотільному компараторі фаз. U - напруга, I - струм, С(U) - сигнал на виході з компаратора напруги, С(I) - сигнал на виході з компаратора струму, AND - результат застосування логічного "І".

Компаратори фаз дозволяють реалізувати різні комбінації напруги та струму для утворення спрямованої характеристики, реактивної, mho та інших характеристик.:2
Перевагою твердотільних реле є те, що час їх спрацьовування не залежить від значень вхідного струму і напруги. Тому можна зменшити розмір інтервалів вибірок до значення приблизно 150 мс. Їхній середній час спрацьовування становить від 30 до 40 мс. Їх споживання електроенергії досить низьке, щоб не впливати на точність трансформаторів струму та напруги, які їх живлять. Нарешті, їх можна зробити нечутливими до парних гармонік.

### Мікропроцесорне реле
Мікропроцесорне реле працює з дискретизованим сигналом. Вони мають кращу точність і менший час відгуку. Селективність також покращується, навіть у випадку складних несправностей. Вони також спрощують взаємодію з комп'ютерами, наприклад, для інтеграції захисту в систему керування. Сучасні цифрові реле поєднують різні функції захисту, такі як дистанційний захист, а також вимірювання:12.
Мікропроцесорні реле відносно близькі до твердотільних реле. Однак вони дозволяють перевіряти вибірку вхідних величин, тобто три напруги, три струми та різницевий струм, наприклад 40 разів за період. Це дає змогу більше не проводити вимірювання лише в певні моменти, коли електричні величини перетинають нуль, а майже безперервно, як електромеханічні засоби захисту. Відповідні перевірки усувають вимірювання, зроблені під час насичення трансформаторів струму. Крім того, вони можуть запам'ятовувати значення величин в мережі безпосередньо перед несправністю. Це дозволяє проводити порівняння зі значеннями під час несправності: зміна напруги дозволяє зробити висновок про те, що генератор запущено, зміна сили струму дозволяє дізнатися, яка фаза порушена, зміна потужності визначає напрямок несправності.
Нарешті, цифрові реле можуть отримувати неелектричні сигнали, як-то оптичні, створювані датчиками струму на основі ефекту Фарадея або датчиками напруги на основі ефекту Покельса.

## Вартість
Дистанційні реле є відносно дорогими пристроями, що пояснює, чому вони використовуються для захисту ліній високої напруги. Дж. Л. Лілієн говорить про приблизну ціну 10 000 €.

## Функції, пов'язані з дистанційним захистом

### Повторне ввімкнення
Дистанційний струмовий захист зазвичай включає функцію автоматичного повторного ввімкнення. Функція повторного ввімкнення (ANSI 79) призначена для усунення перехідних і напівпостійних пошкоджень повітряних ліній, які є статистично численними, порядку 95 % несправностей, обмежуючи час перерви на обслуговування до мінімуму. Він автоматично генерує команди на повторне ввімкнення автоматичного вимикача для повторного ввімкнення повітряної лінії після несправності та виконується в кілька етапів :
- при появі несправності автоматичний вимикач спрацьовує, щоб знеструмити ланцюг,
- час затримки, необхідний для відновлення ізоляції в місці пошкодження, порядку однієї секунди;
- відновлення живлення ланцюга шляхом скидання автоматичного вимикача.

Якщо повторне ввімкнення не вдається, дуже ймовірно, що несправність є постійною, і захист припиняє повторне вмикання після однієї або кількох спроб.

### Інші функції
Крім функцій повторного ввімкнення, цифровий дистанційний захист включає багато інших функцій: максимальний струмовий захист, спрямований захист, спрямований захист від замикання на землю тощо.

## Основні виробники
Провідні виробники є основними гравцями на ринку високовольтної продукції: ABB, Siemens, Schneider Electric і Alstom Grid. Існують і інші виробники: ZIV в Іспанії, General Electric і SEL в США, Toshiba в Японії. Інші виробники зникли, об'єднавшись в інші групи (Reyrolle у Siemens, Asea та BBC у ABB, AEG та Enertec-Schlumberger у те, що стало Alstom Grid).